# Культурное наследие Узбекистана. Собрание Государственного музея Востока
«Культурное наследие Узбекистана. Собрание Государственного музея Востока» (узб.Ўзбекистон Маданий Мероси Шарк Давлат Музейида; eng The Cultural Heritage of Uzbekistan in the State Museum of Oriental Art) — I том проекта «Культурное наследие Узбекистана в собраниях мира» реализуемого Всемирным Обществом по изучению, сохранению и популяризации культурного наследия Узбекистана в рамках Международного социального проекта «Культурное наследие Узбекистана».

## О книге-альбоме
Книга-альбом «Культурное наследие Узбекистана. Собрание Государственного музея Востока» посвящена предметам древнего, средневекового и современного искусства, происходящим с территории современного Узбекистана, которые находятся в коллекции Государственного музея Востока в Москве. В их числе экспонаты, относящиеся к трем религиозным традициям Хорезма и Северной Бактрии с IV в. до н. э. по IV в. н. э. — культ плодородия, эллинистические культы и верования, буддизм. Уникальные находки, обнаруженные историком искусства Борисом Денике в Старом Термезе, среди которых ганчевый декор дворца термезских правителей, буддийские скульптуры III в. н. э. из Каратепа, скульптурная голова Будды, покрытая позолотой. В книге-альбоме впервые опубликованы некоторые образцы вышивок и керамики, а также надписи на резных блюдах, переведенные узбекистанским востоковедом Бахтиером Бабаджановым.
Также в альбом включены произведения искусства XIX-XX веков — ювелирные и резные изделия, керамика, традиционный текстиль, работы ряда современных живописцев Центральной Азии: Льва Бурэ, Павла Бенькова, Александра Волкова, Урала Тансыкбаева.
Экспозиция сопровождается авторским научными статьями, посвященным истории экспонатов и коллекций, которые были подготовлены специалистами в истории и археологии, в том числе сотрудниками Государственного музея Востока, специально для книги-альбома.

## Краткое содержание книги-альбома
- О проекте «Культурное наследие Узбекистана в собраниях мира»
- Культурное наследие Узбекистана в Государственном музее Востока
- Предметы древнего и средневекового искусства
- Ювелирные изделия XIX—XX веков
- Художественный металл XIX—XX веков
- Резьба по камню XIX века
- Керамика XIX—XX веков
- Традиционный текстиль XIX—XX веков
- Современное изобразительное искусство
- Наследие, объединяющее народы

## История создания
Для создания первой книги-альбома авторы идеи обратились в российский Государственный музей Востока в 2015 году. Проект поддержал генеральный директор Музея Александр Седов, а Тигран Мкртычев, который на тот момент занимал должность заместителя директора Музея, принял участие в подготовке альбома и стал одним из авторов издания.

## Авторы книги-альбома
Фирдавс Абдухаликов
Тигран Мкртычев
Эдвард Ртвеладзе
Екатерина Ермакова
Мария Филатова
Вера Мясина
Бахтиер Бабаджанов
Джангар Ильясов

## Презентация
Презентация книги-альбома состоялась на I Международном научно-культурном конгрессе «Культурное наследие Узбекистана — путь к диалогу между народами и странами», который прошел в Ташкенте и Самарканде в мае 2017 году. Ещё одна презентация тома состоялась в Санкт-Петербурге на следующем Конгрессе в июне 2018 года.

## Руководители проекта
Идеологом и автором серии «Культурное наследие Узбекистана в собраниях мира» является председатель правления Всемирного общества по изучению, сохранению и популяризации культурного наследия Узбекистана Фирдавс Абдухаликов. Научным руководителем Проекта являлся академик Эдвард Ртвеладзе.Председателем попечительского совета Бахтиер Фазылов,

## Критика и отзывы
Эрнесто Оттоне Рамирес, помощник генерального директора ЮНЕСКО по культуре в обращении к авторам проекта «Культурное наследие Узбекистана в собраниях мира»:
«Вы успешно работаете, чтобы показать миру богатейшее культурное наследие Узбекистана, которое хранится не только в вашей стране, но и во всем мире, в знаменитых музеях Европы и США, а также в других странах. Я считаю, что в Узбекистане серьезное отношение к этому вопросу посредством исследований, демонстраций, создания новых научных предприятий и проектов. Все это является образцом для многих стран. Исследования — это способ передать не только академические знания, но и осведомленность нашим детям и новым поколениям. Мы очень рады активному взаимодействию ЮНЕСКО с Узбекистаном»
Борис Голендер, писатель, историк края:
«Когда-то древности Узбекистана попали за границу и представляют нашу страну во всех концах мира. Многие из них вообще неизвестны на родине потому что они зачастую находятся в запасниках и так далее. И вот эта инициатива Фирдавса Абдухаликова вскрывает совершенно неизвестные детали истории Узбекистана. И в декоративно-прикладном искусстве, и в археологии, и в нумизматике, и в художественной культуре. Речь идет также о многих уникальных старых фотографиях, буквально во всех областях нашей культурной жизни. Буквально во всех лучших музеях мира есть коллекции . посвященные Узбекистану»
Издание Cultural Property News:
«Проект „Культурное наследие Узбекистана в собраниях мира“ поистине уникален не только по своему масштабу, но и по своему энтузиазму в отношении глобального распространения богатого культурного наследия Узбекистана. Публикации и продвижение существующих западных коллекций, является важным шагом вперед в политике в области культурных ценностей. Проект, несомненно, внесет вклад в стимулирование институционального развития в Узбекистане, туризма и позитивных международных отношений»
Эдвард Ртвеладзе, академик, доктор исторических наук, один из авторов проекта «Культурное наследие Узбекистана в собраниях мира»
«Наша главная цель, можно сказать, стратегическая цель — сделать культурное наследие Узбекистана достоянием мировой общественности. Авторам пришлось пойти на некоторое упрощение материала для того, чтобы широкий круг читателей смог без проблем ознакомиться с культурным наследием Узбекистана»
Фредерик Старр, американский эксперт по Евразии, основатель и председатель Института Центральной Азии и Кавказа:
«Проект „Культурное наследие Узбекистана в собраниях мира“ можно с уверенностью назвать феноменальным явлением для всей мировой цивилизации. И особенно хотелось бы отметить собрание книг об архитектурной эпиграфике Узбекистана, каждого его региона. Это громадное предприятие, масштабная работа, вызывающая восхищение. Мы все должны понимать, как важно иметь представление о нашей истории. Если вы не знаете ваше прошлое, это говорит о поверхностности вашей жизни, о том, что со временем вы потеряете значение, достижения ваших предков»